# Football Club Renaissance du Congo
O Football Club Renaissance du Congo é um clube de futebol com sede em Quinxassa, República Democrática do Congo. A equipe compete na Vodacom Ligue 1, a primeira divisão do futebol congolês.

## História
O Cercle Sportif Imana foi fundado em 19 de julho de 2014 por iniciativa de Pascal Mukuna, Antonie Musanganya Lubongera e Roger Nsingi Mbemba como uma dissidência do Daring Club Motema Pembe. No dia 26 de julho, após pressão de André Mukuna, governador de Quinxassa, para a alteração da denominação do clube por esta fazer referência a um dos apelidos do Motema Pembe, o presidente do CS Imana anunciou a mudança de nome para Football Club Renaissance du Congo. A primeira partida na história do clube foi um amistoso contra o Al-Hilal Omdurman, do Sudão, que terminou num empate por 1 a 1.
Em abril de 2016, os Laranjas conquistaram pela primeira vez o Campeonato Provincial de futebol de Quinxassa. Dois meses depois, conquistaram a Copa do Congo, vencendo o Don Bosco de Lubumbashi por 2 a 0 na final.